# Palais du grand-duc héritier
Le palais du grand-duc héritier (Erbgroßherzogliches Palais en allemand) est un palais de Karlsruhe, en Allemagne. Il est situé en limite sud du centre-ville, au bord de la Kriegsstraße. Il a été construit de 1891 à 1897 pour Frédéric II, alors héritier du trône du grand-duché de Bade, et pour sa femme, Hilda de Nassau. Frédéric a accédé au trône en 1907, puis il a été déposé en 1918, à la suite de la défaite allemande à l'issue de la Première Guerre mondiale. Le palais est devenu le siège de la Cour fédérale en 1950.

## Histoire
|                                                                           |  |  |
| Frédéric II de Bade et Hilda de Nassau, premiers propriétaires du palais. |  |  |

La construction du palais a été projetée dès 1885, sous l'impulsion du grand-duc Frédéric Ier, le père de Frédéric II. Ce dernier a alors 28 ans, et il vient d'épouser la princesse Hilda de Nassau. Le couple a besoin d'un logement convenable, et il s'installe d'abord dans un édifice datant de 1817, construit par Friedrich Weinbrenner. Un premier plan est présenté en 1887, mais il est jugé irréalisable à cause de son coût, et le dessin définitif est adopté en 1890. C'est l'œuvre de Josef Durm, l'architecte grand-ducal. L'ensemble, de style néobaroque, est commencé en 1891, mais des conflits entre l'architecte, la Cour grand-ducale, et le trésor font interrompre le chantier à plusieurs reprises. Le palais est finalement achevé en 1897, soit après six ans de travaux et de procédures.
La décoration intérieure était particulièrement riche. Les murs des salons de réception étaient couverts de dorures, la grande salle était parée de tapisseries anciennes et certaines salles étaient décorées de miroirs de Florence. Les cuisines se trouvaient dans un bâtiment annexe, et un passage souterrain permettait de passer d'un édifice à l'autre.
Le couple grand-ducal est resté dans son palais après l'accession au trône de Frédéric II, mais il a quitté Karlsruhe après son abdication le 22 novembre 1918. Le palais sert alors à diverses autorités, notamment à l'armée qui se sert des caves pour entreposer des armes et des munitions. Beaucoup de meubles et de décors sont alors perdus.
Le palais est gravement endommagé lors d'un bombardement le 27 septembre 1944. Il perd notamment son dôme en fer et son étage de comble. Cette attaque entraîne aussi la destruction du château de Karlsruhe, qui brûle pendant deux jours. En 1948, la reconstruction du palais est décidée, et le dôme est refait dans une forme simplifiée. En octobre 1950, il accueille finalement la Cour fédérale.
Depuis 1950, plusieurs annexes ont été construites dans le parc, comme une bibliothèque et un musée de la justice.
Le palais borde le Nymphengarten.

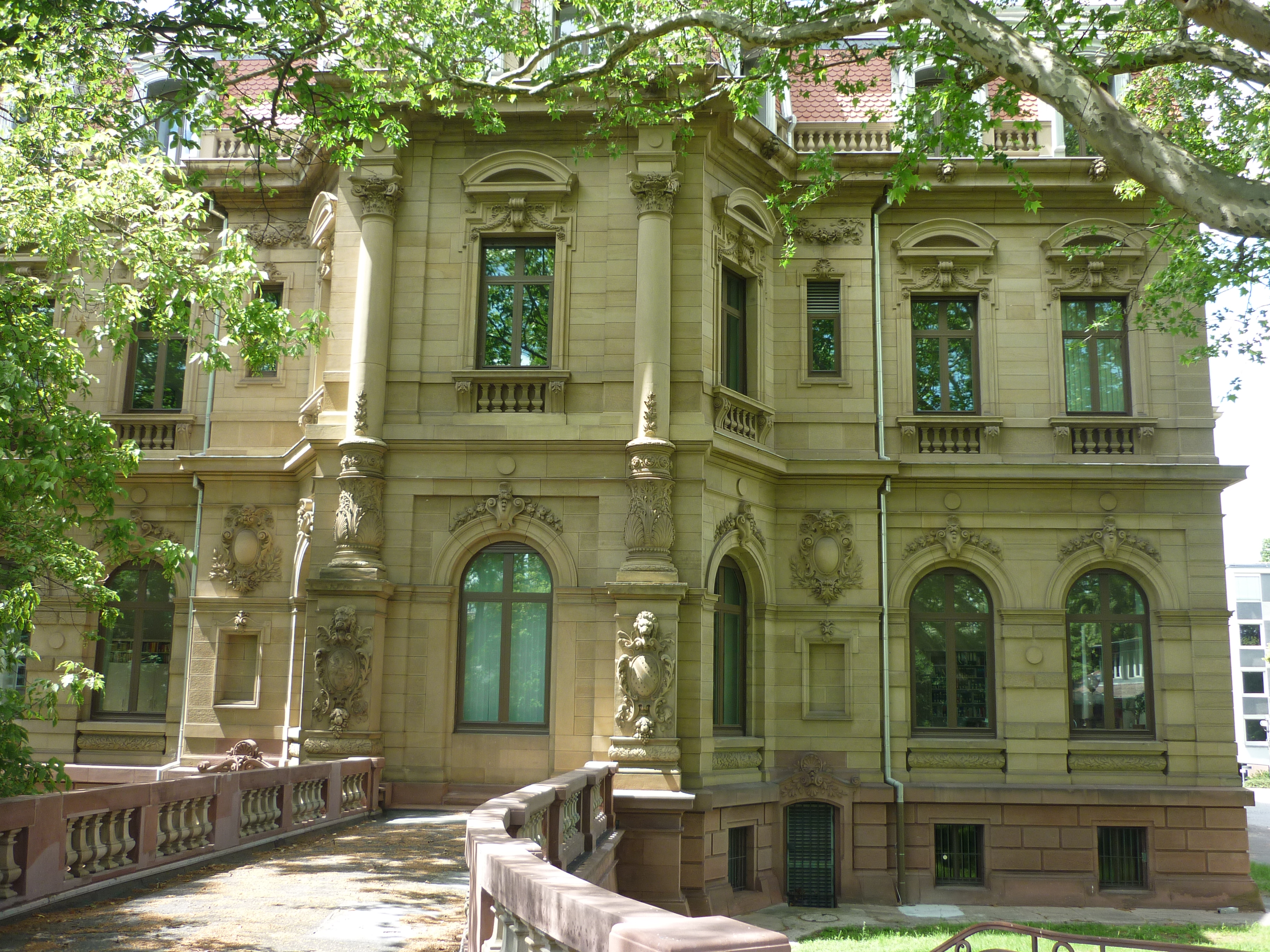
Façade orientale.
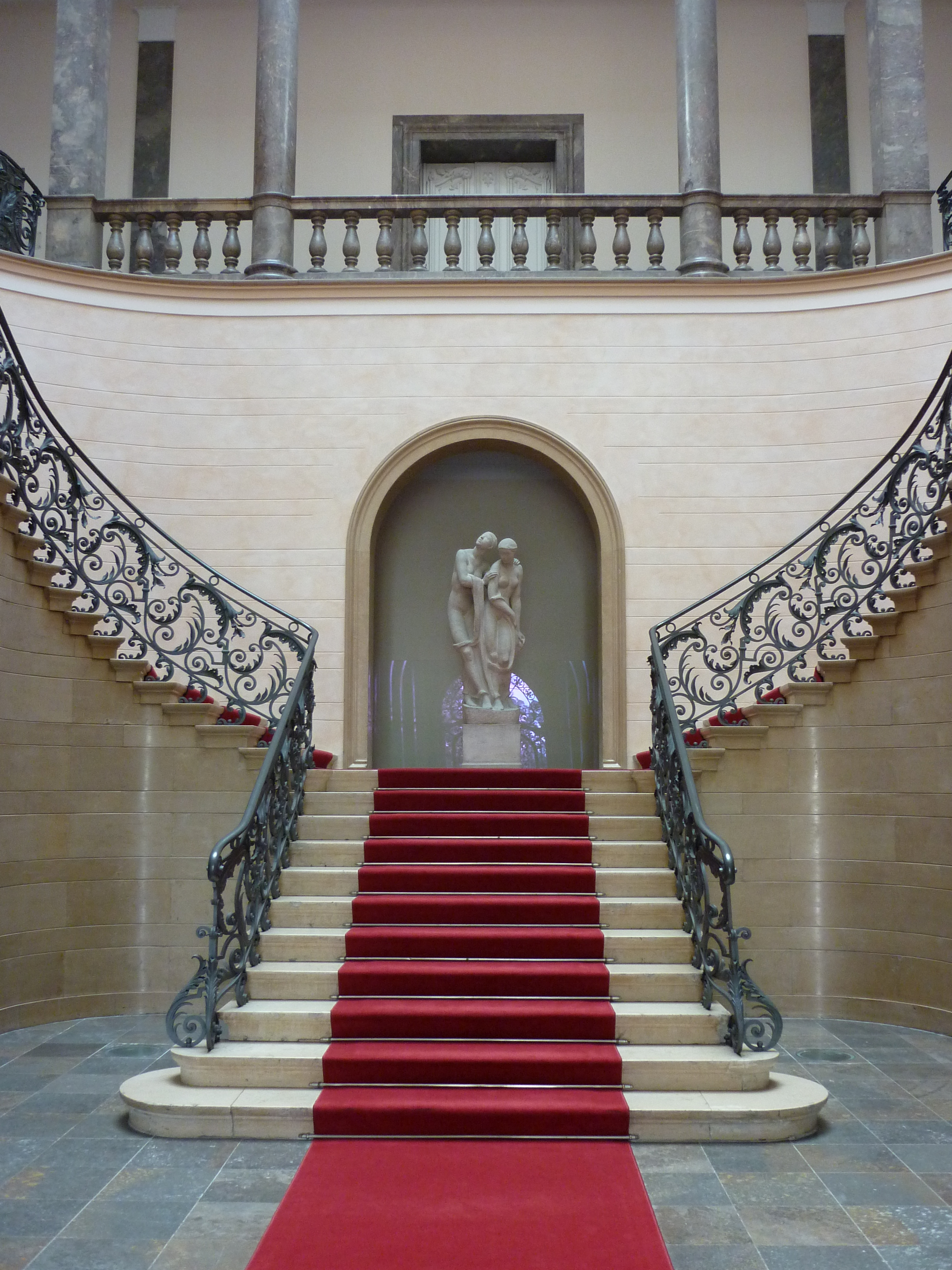
Le hall.
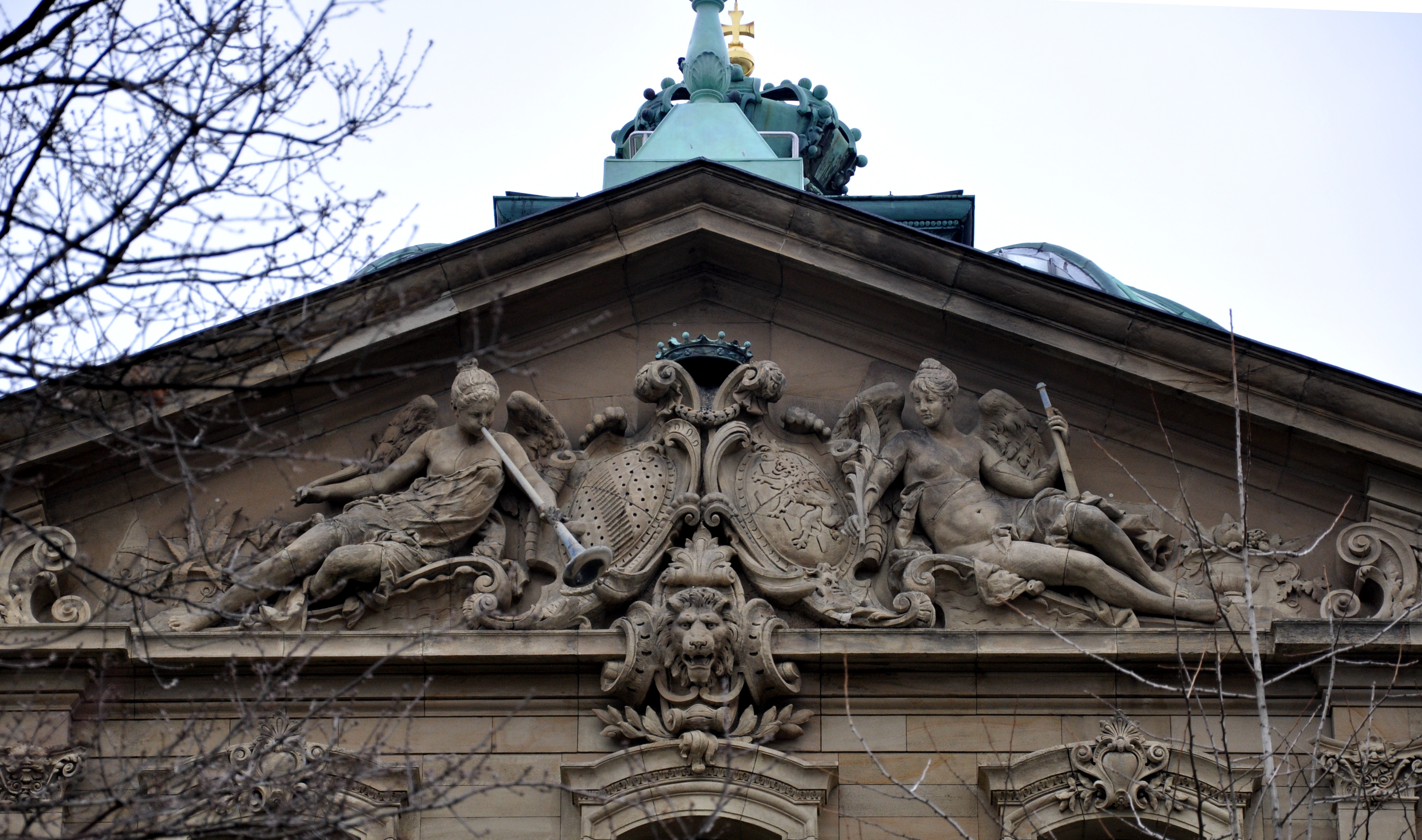
Détail du fronton.
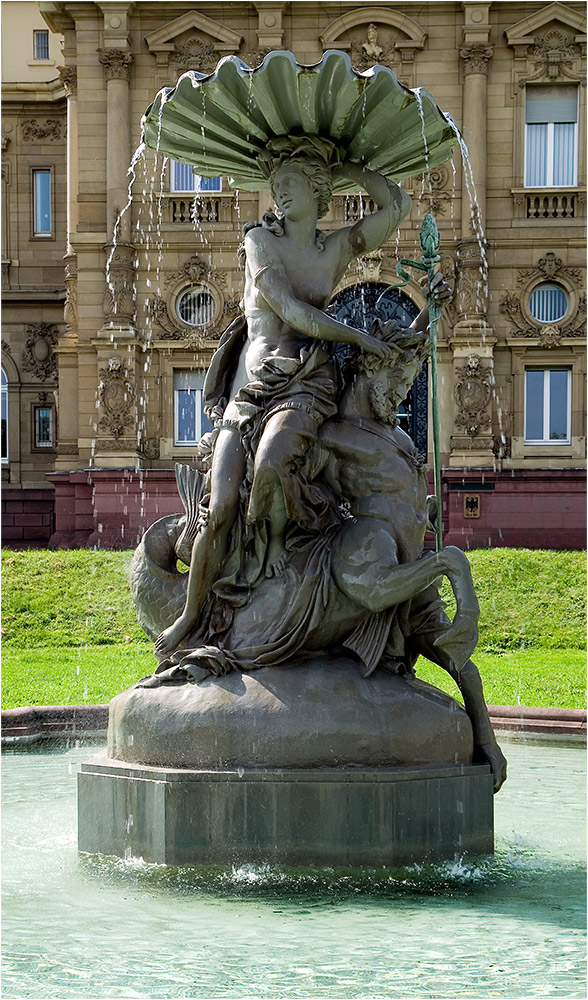
Fontaine de Galatée (de).